# НХЛ Зимски класик 2009.
НХЛ Зимски класик 2009. или због спонзора познатији као Bridgestone NHL Winter Classic 2009 је трећи по реду Зимски класик. Зимски класик је утакмица у НХЛ-у која се једном годишње, 1. јануара, игра на отвореном.
Утакмица је одиграна на стадиону бејзбол клуба Чикаго бакса - Вригли филду, између Чикаго блекхокса и Детроит ред вингса. Утакмицу је пратило 40.818 гледалаца.

## Ток утакмице
У првом периоду Детроит је зарадио два искључења већ у прва два минута. Чикаго је ту предност искористио и поготком Криса Верстига дошао до вођства. Након тога су уследила искључења домаћина, а Детроит је искористио бројчану предност и изједначио резултат. Стрелац је био Микаел Самуелсон. Нову прилику са играчем више користи Чикаго. Гол је постигао Мартин Хавлат. До краја периода још је Бен Игер након лепе соло акције постигао погодак и Чикаго је на одмор отишао са вођством од 3:1.
Други период је одмах кренуо са притиском Ред вингса, а Иржи Худлер се најбоље снашао пред голом домаћих и смањио резултат. Слична акција донела је изједначење, а поново је гол постигао Худлер. Након тога на сцену је ступио Павел Дацјук. Рус је соло акцијом преварио целу одбрану Чикага, а затим и голмана Кристобала Јуза и постигао најлепши гол на утакмици.
У трећем периоду Детроит је поново постигао гол са играчем више. Брајан Рафалски се лепо снашао пред голом и повећао вођство на 5:3. Убрзо затим гол је постигао и Брет Лебда и утакмица је већ практично била решена. До краја је ипак Чикаго смањио на 6:4, јер је десет секунди пре краја, поново са играчем више, са плаве линије погодио Данкан Кит.
| 1. јануар 2009 12:30 |                     | |                             |
| Чикаго блекхокси | 4:6 (3:1, 0:3, 1:2) | Детроит ред вингси | Вригли Филд Чикаго, Илиноис |
| К. Верстиг (M. Хавлат, Б. Сеабрук) (3:24) M. Хавлат (К. Верстиг, Б Кембел) (12:37) Б. Игер (M. Хавлат (19:18) Д. Кит (П. Шарп, Џ. Теивс) (59:50) |                     | М. Самуелсон (Х. Зетеберг, М. Хоса) (9:50) И. Худлер (М. Хоса, Х. Зетеберг (21:14) И. Худлер (Б. Рафалски, Н. Линдстром) (32:43) П. Дацјук (Ј. Францен, Б. Рафалски) (37:17) Б. Рафалски (И. Худлер, Т. Холмстром) (43:07) Б. Лебда (Х. Зетеберг, М. Хоса) (43:24) | Вригли Филд Чикаго, Илиноис |